# Quân chủ Malaysia
Chế độ quân chủ của Malaysia (tiếng Mã Lai: Negeri-Negeri Melayu) hay còn được hiểu là chế độ quân chủ lập hiến của Malaysia. Hệ thống chính trị của Malaysia dựa trên hệ thống Westminster với tính năng liên bang.
Chín chính thể trong liên bang Malaysia có quyền lãnh đạo Malaysia theo hiến pháp. 9 chính thể đó được gọi chung là quốc gia Malay. Hiến pháp các tiểu quốc quy định ngôi vua phải là nam theo Hồi giáo và thuộc hoàng tộc. 7 chế độ quân chủ chuyên chế dựa theo quyền tập nam trưởng là Kedah, Kelantan, Johor, Perlis, Pahang, Selangor và Terengganu. Tại Perak ngôi vua được chia cho 3 nhành hoàng gia khá lỏng lẻo anh chết em kế tục. Tại Negeri Sembilan, nhà vua được bầu chọn, nhà vua được bầu trong số thành viên là nam giới trong hoàng tộc theo hệ thống kế tục cha truyền con nối. Các tiểu quốc đều gọi nhà vua của mình là Sultan, ngoại trừ Perlis gọi là Raja và Negeri Sembilan là Yang di-Pertuan Besar.
Cứ 5 năm hội nghị bầu Yang di-Pertuan Agong (quân vương liên bang, quốc vương Malaysia) được tổ chức hoặc khi khuyết Yang di-Pertuan Agong. Hội nghị đó được gọi là Hội nghị các vua (Majlis Raja Raja). Yang di-Pertuan Agong được bầu trong số các vua, hệ thống quân chủ Malaysia là hệ thống quân chủ được bầu.

## Vai trò
Nhà vua các tiểu quốc là người cai trị đứng đầu chính thể của mình, cũng như là người lãnh đạo Hồi giáo tại tiểu quốc của mình. Tương tự theo hệ thống quân chủ của Anh, nhà vua các tiểu quốc không can dự vào chính trị, và theo quy ước nhà vua thường hành động theo sự tham vấn của người đứng đầu chính quyền tiểu quốc hay chính quyền bang gọi chung là Menteri Besar. Tuy nhiên nhà vua tiểu quốc có quyền bổ nhiệm Menteri Besar là người đứng đầu phe đa số tại Hội đồng lập pháp tiểu bang đó, và có thể phủ quyết giải tán Hội đồng tiểu bang khi Menteri Besar yêu cầu.
Vua Malaysia là người đứng đầu quốc gia. Vai trò của nhà vua là Tổng tư lệnh các lực lượng vũ trang Malaysia, thực hiện chức năng ngoại giao như nguyên thủ quốc gia tiếp đại sứ, nhận quốc thư... hay thăm viếng đón tiếp ngoại giao. Nhà vua đóng vai trò là người đứng đầu đạo Hồi tại đất nước, 4 bang không có quân vương (Penang, Malacca, Sabah và Sarawak) và vùng lãnh thổ liên bang. Tương tự các nhà vua khác, vua Malaysia hành động theo sự tham vấn của Thủ tướng, và bổ nhiệm Thủ tướng là người đứng đầu đa số trong Dewan Rakyat (hạ viện) và có quyền từ chối giải tán hạ viện. Vua Malaysia cũng bổ nhiệm Yang di-Pertua Negeri là thống đốc 4 bang không có quân vương theo sự tham vấn của Thủ tướng và Thủ hiến các tiểu bang.
Sự đặc biệt trong chế độ quân chủ Malaysia là Hội nghị các vua, gồm 9 nhà vua tiểu quốc và 4 thống đốc tiểu bang. Hội nghị bầu Nhà vua và Phó vương, thông qua hay không thông qua các luật, cho ý kiến về các việc bổ nhiệm mà hiến pháp đã quy định, bàn bạc về các vấn đề chính sách quốc gia. Chỉ có người đứng đầu mới có quyền bỏ phiếu cũng như thảo luận các luật liên quan đến tôn giáo ngoài ra thảo luận về việc sửa đổi Hiến pháp liên bang và các vấn đề quốc gia khác.

## Lịch sử
Trong lịch sử các vương quốc Malay khác nhau phát triển trên bán đảo Mã Lay, vương quốc sớm nhất chịu ảnh hưởng của Ấn giáo, đáng chú ý là Langkasuka nay là Kedah. Tới thế kỷ 15, vương quốc Malacca thống trị toàn bộ bán đảo. Vương quốc Malacca là vương quốc Hồi giáo đầu tiên tại bán đảo và đóng vai trò quan trọng trong lĩnh vực hàng hải tại khu vực. Sau khi Malacca sụp đổ năm 1511, lãnh đạo các địa phương nổi lên ở phía Bắc Malay và chịu sư ảnh hưởng của Xiêm, trong khi 2 hoàng tử Malacca thành lập Johor và Perak tương ứng ngày nay. Vương quốc Hồi giáo Johor nổi lên như một thế lực thống trị bán đảo. Các lãnh thổ rộng lớn của Johor dẫn đến một số khu vực tự gia tăng quyền tự chủ, dần dần phát triển thành quốc gia độc lập.
Trong thế kỷ 19, đấu đá trong nội bộ trong tầng lớp quý tộc Malay ảnh hưởng đến kinh tế Anh trong khu vực, thực dân Anh bắt đầu sử dụng các chính sách can thiệp. Người Anh đã ký kết một số hiệp ước với các nhà nước Malay, thiết lập "thường trú", cố vấn cho quân vương và sau đó nhanh chóng trở thành de facto cầm quyền các tiểu quốc của họ. Thường trú nằm mọi quyền lực ngoại trừ các vấn đề tôn giáo và phong tục Malay. Năm 1895 chính quyền các bang Negeri Sembilan, Pahang, Perak và Selangor lần lượt được sáp nhập tạo thành Liên bang Malay dưới quyền một viên toàn quyền ở Kuala Lumpur. Thực dân Anh đàm phán với Xiêm đưa Kedah, Kelantan, Perlis và Terengganu ra khỏi vòng ảnh hưởng của Xiêm, mỗi tiểu bang lần lượt đặt một viên "cố vấn". Johor là tiểu bang cuối cùng chống lại thực dân Anh và năm 1914 đặt viên cố vấn tại đây. 5 tiểu bang này được gọi chung là các tiểu bang không liên kết.
Năm 1946, khi thế chiến 2 kết thúc. Anh sáp nhập các khu vực Liên bang Malay, khu các tiểu bang không liên kết, khu thuộc địa eo biển, Penang và Malacca hình thành Liên Hiệp Mã Lai và do một toàn quyền Anh đứng đầu. Theo các điều khoản Liên hiệp, các quân vương thừa nhận viêc quyền lực cai trị của Hoàng gia Anh ngoại trừ các vấn đề tôn giáo. Phản đối diễn ra khắp nơi và dẫn tới sự cải tổ hình thành Liên bang Malaya năm 1948, trong đó các quân vương được khôi phục vai trò tượng trưng là nguyên thủ quốc gia.
Hình thức quân chủ lập hiến bắt đầu từ năm 1957, khi Liên bang Malaya giành được độc lập. Các nhà vua là người đúng đầu theo Hiến pháp của tiểu quốc của họ, với quyền hành pháp được thực hiện bởi chính quyền tiểu quốc do nhân dân bầu ra. Các nhà vua bầu với nhau một nhà vua liên bang, với quyền hành pháp liên bang bởi chính quyền liên bang thực hiện do bầu ra. Chế độ quân chủ lập hiện được duy trì khi Malaysia giành được độc lập năm 1963.

## Chế độ quân chủ các tiểu bang

### Kedah
Theo Hikayat Merong Mahawangsa, vương quốc Kedah được thành lập năm 630 Công nguyên bởi Maharaja Derbar Raja, đến từ Gameroon, Ba tư. Năm 1136 vua Phra Ong Mahawangsa đã cải đạo từ Hindu sang đạo Hồi và lấy tên hiệu là Sultan Mudzafar Shah. Hậu duệ của Sultan Mudzafar tiếp tục cai trị Kedah tới ngày nay.
Cung điện của Sultan Kedah là Anak Bukit.

### Kelantan
Sau nhiều thế kỷ lệ thuộc vào Majapahit, Malacca, Xiêm và Terengganu, Long Muhammad, con của Long Yunus được công nhận là Sultan năm 1800 và chịu sự chi phối của người Xiêm. Và Kelantan được chuyển giao cho Anh theo Hiệp ước Anh-Xiêm năm 1909.
Thủ đô của tiểu quốc là Kota Bharu, cung điện Istana Balai Besar là nơi tổ chức nghi lễ hoàng gia và tôn giáo, cung điện Istana Negeri là nơi ở của Sultan. Các vị vua trước đó, nếu vẫn còn sống thì ở tại cung điện Istana Mahkota.

### Johor
Vương quốc Johor là tiểu quốc đầu tiên tuyên bố kế tục vương quốc Malacca. Vị vua cai trị đầu tiên kể từ 1528 là Sultan Alauddin Riayat Shah II con trai của Sultan Mahmud Shah, vị vua cuối cùng của Malacca. Kể từ thế kỷ 19, với sự hỗ trợ của Anh, dòng họ Temenggong được công nhận cai trị tiểu quốc. Vị vua đầu tiên là Maharaja Abu Bakar, được biết đến như là người sáng lập "Johor hiện đại", hậu duệ của ông tiếp tục cai trị cho tới nay.
Vua Johor cư trú tại thủ đô tiểu quốc Johor Bahru.

### Negeri Sembilan
Quân chủ tại Negeri Sembilan là thể thức liên bang, tiểu quốc được chia làm các luak (tù bang), đứng đầu là một undang (tù trưởng). Bốn undang chính bầu Yang di-Pertuan Besar (Yamtuan Besar), người đứng đầu Negeri Sembilan.
Yamtuan Besar đầu tiên là Raja Melewar, người thống nhất 9 tiểu quốc nhỏ của Negeri Sembilan. Ông được gửi từ vương quốc Pagaruyung, theo yêu cầu từ Minangkaba quý tộc trong 9 tiểu quốc trong bán đảo Malay thế kỷ thứ 18. Raja Melewar đã thành công nhờ vương triều khác gửi từ Pagaruyung, có con trai không thừa hưởng ngai vàng cho đến Raja Raden vào năm 1831, người là con trai Raja Lenggang.
Cung điện của Yamtuan Besar tại Seri Menanti.

#### Undang
Undang được lựa chọn trong số các quý tộc tại luak, theo hệ thống mẫu hệ, một phần của phong tục Adat perpatih. Undang của Sungai Ujong được lựa chọn trong số các dòng họ Waris Hulu và Waris Hilir và có tước hiệu Dato 'Klana Petra. Undang của Jelebu được bầu trong số bốn gia đình quý tộclà Waris Jelebu, Waris Ulu Jelebu, Waris Sarin và Waris Kemin. Undang của Johol là một chuỗi các thành viên của hai gia đình trong dòng nữ đó là Perut Gemencheh và Perut Johol. Người con trưởng của chị lớn nhất sẽ là người thừa kế. Undang của Rembau giữa hai dòng họ quý tộc lớn trong Luak, cụ thể là Waris Jakun (người kế thừa danh hiệu Dato 'Lela Maharaja) và Waris Jawa (Dato 'SEDIA di-Raja). Như với các undangs của Johol, con trai của chị cả đương nhiệm là người thừa kế trong gia đình.
| Luak         | Tước hiệu                                    | Undang                       | Trị vì từ |
| ------------ | -------------------------------------------- | ---------------------------- | --------- |
| Sungai Ujong | Dato' Klana Petra                            | Dato' Mubarak Dohak          | 1993      |
| Jelebu       | Dato' Mendelika Mentri Akhir ul-Zaman        | Dato' Haji Musa Abdul Wahab  | 1983      |
| Johol        | Dato' Johan Pahlawan Lela Perkasa Setiawan   | Dato' Muhammad Abdul Ghani   | 2007      |
| Rembau       | Dato' Lela Maharaja hoặc Dato' Sedia di-Raja | Dato' Muhammad Sharif Othman | 1999      |

### Pahang
Dòng họ hoàng gia hiện tại là một nhánh của gia đình hoàng gia Johor. Họ giữ tước hiệu Bendahara. Năm 1853 Bendahara Tun Muhammad Tahir tách khỏi sultan Johor tuyên bố Pahang độc lập. Sau đó bị anh trai Ahmad lật đổ và tuyên bố mình là Sultan năm 1884.

### Perlis
Syed Hussein Jamalullail, con trai của Syed Abu Bakar Jamalullail, thủ lĩnh Arau, và là con gái của Sultan Dziaddin của Kedah, được công nhận là Raja Perlis bởi Xiêm sau khi ngăn chặn cuộc phiến loạn của Raja Ligor, một tiểu quốc nhỏ tại Pattani. Dòng họ Jamalullails có gốc Ả Rập và tiếp tục cai trị Perlis.
Cung điện Raja của Perlis là Arau.

### Perak
Perak được thành lập bởi con trai của vị vua cuối cùng của Malacca, Sultan Muzaffar Shah. Hậu duệ của ông vẫn còn cai trị đến ngày nay. Quốc vương Perak cư trú tại Istana Iskandariah ở Kuala Kangsar.

### Selangor
Sultan của Selangor có nguồn gốc từ triều đại Bugis cai trị Luwu một phần nam của Celebes (nay là Sulawesi). Dòng dõi quý tộc đã tham gia tranh chấp ngai vàng với Johor - Riau Sultanate trong thế kỷ thứ 18. Sultan Abdul Jalil của triều đại Bendahara chống lại yêu cầu dòng dòi Malaccan của Raja Kechil. Vì lý do này triều đại Bendahara của Johor - Riau Sultanate thiết lập mối quan hệ chặt chẽ với triều đại Bugis. Cấp cho Bugis nhiều vùng lãnh thổ và tước hiệu khác nhau trong đó có Selangor. Hoàng tử Daeng Chelak's, Raja Lumu tới Selangor và thành lập chính quyền mới tại Kuala Selangor năm 1766. Sau đó thiết lập Sultan của Perak như Sultan Salehuddin Shah và trở thành Sultan đầu tiên của Selangor.

### Terengganu
Dòng dõi Abidin cai trị Terengganu từ thế kỷ 18 tới nay, vị vua đầu tiên là Zainal Abidin I. Sultan của Terengganu đóng đô tại Kuala Terengganu.

## Kế vị
Trong 7 tiểu quốc, ngôi vị thường được kế tục là con trưởng là nam. Bất cứ người phụ nữ nào cũng không được kế vị, và dòng nữ thường không được tính tới.
Tại Negeri Sembilan, Yamtuan Besar được bầu bởi 4 undang (Undang Empat) và người được bầu nằm trong hoàng tộc tiểu quốc. Năm 1967, sau cái chết của Tuanku Munawir, con trai của ông, Tunku Muhriz đã không chọn làm Yamtuan Besar vì quá trẻ. Thay vào đó, các undang bầu người em, Tuanku Jaafar, lên kế nhiệm thay anh mình. Năm 2008, sau cái chết của Tuanku Jaafar, các undang bầu Tunku Muhriz là người cai trị tiếp theo.
Tại Perak, ngai vàng xoay quanh ba nhánh của hoàng tộc. Hệ thống này có nguồn gốc từ thế kỷ 19 khi Sultan Ahmaddin Shah Ibni Almarhum Sultan Muhammad Shah vị Sultan thứ 18 của Perak quyết định ngai vàng sẽ xoay quanh 3 người con trai và con cháu của họ. Có 6 vị trí kế tục, bổ nhiệm bởi Sultan theo tham vấn của Hội đồng Hoàng gia chỉ định. Theo truyền thống con trai cả của Sultan sẽ ở cuối dòng kế tục. Khi vị trí kế tục xảy ra trong dòng kế nhiệm, người phía sau trong dòng được dịch lên, các nhánh đã đảm nhiệm được đẩy về phía sau. Tuy nhiên các thứ tự kế vị vẫn do Sultan và Hội đồng Hoàng gia quyết định. Ví dụ, vào năm 1987, Sultan Azlan Shah chỉ định con trai cả của ông là Raja Muda (lần đầu tiên trong dòng ngai vàng), bỏ qua các ứng cử viên từ hai nhánh khác.
Vua Malaysia được bầu trong số 9 tiểu vương trong 5 năm hoặc khuyết (qua đời, từ chức hoặc bị đa số phế truất). Vua Malaysia phục vụ tối đa là 5 năm, và không được bầu lại cho đến khi các vị vua tiểu quốc khác đều đã đảm nhiệm. Khi chức vụ được thành lập vào năm 1957, thứ tự kế vị của các nhà cai trị dựa vào độ dài của triều đại của họ trên các ngai vàng của tiểu quốc. Khi chu kỳ đầu tiên hết vòng được hoàn thành vào năm 1994, thứ tự của các tiểu quốc trong chu kỳ đầu tiên trở thành nền tảng của trật tự cho chu kỳ thứ hai.

## Danh sách các quân chủ
| Tiểu quốc       | Quân chủ              | Kế vị                | Đương nhiệm                | Sinh       | Tuổi     | Trị vì từ                 | Người thừa kế                                            |
| --------------- | --------------------- | -------------------- | -------------------------- | ---------- | -------- | ------------------------- | -------------------------------------------------------- |
| Malaysia        | Yang di-Pertuan Agong | bầu quân chủ         | Sultan Abdul Halim         | 28/11/1927 | 97 tuổi. | 13/12/2011                | Không; bầu bởi Hội đồng các vua                          |
| Johor           | Sultan                | quyền con nam trưởng | Sultan Ibrahim Ismail      | 22/11/1958 | 66 tuổi. | 23/11/2010                | Tunku Ismail Idris, Tunku Mahkota (con trưởng)           |
| Kedah           | Sultan                | quyền con nam trưởng | Sultan Abdul Halim         | 28/11/1927 | 97 tuổi. | 15/7/1958                 | Tunku Abdul Malik, Raja Muda (em)                        |
| Kelantan        | Sultan                | quyền con nam trưởng | Muhammad V                 | 6/10/1969  | 55 tuổi. | 13/9/2010                 | Tengku Muhammad Faiz Petra, Tengku Mahkota (em)          |
| Negeri Sembilan | Yamtuan Besar         | bầu quân chủ         | Tuanku Muhriz              | 14/1/1948  | 77 tuổi. | 29/12/2008                | Không; bầu bởi Hội đồng Undang                           |
| Pahang          | Sultan                | quyền con nam trưởng | Sultan Ahmad Shah          | 14/10/1930 | 94 tuổi. | 7/5/1974                  | Tengku Abdullah, Tengku Mahkota (con trưởng)             |
| Perak           | Sultan                | anh chết em kế vị    | Sultan Nazrin Shah         | 27/11/1956 | 68 tuổi. | 29/5/2014                 | Raja Jaafar ibni Raja Muda Musa, Raja Muda (cháu trưởng) |
| Perlis          | Raja                  | quyền con nam trưởng | Tuanku Syed Sirajuddin     | 17/5/1943  | 81 tuổi. | 17/4/2000                 | Tuanku Syed Faizuddin, Raja Muda (con trưởng)            |
| Selangor        | Sultan                | quyền con nam trưởng | Sultan Sharafuddin         | 24/12/1945 | 79 tuổi. | ngày 21 tháng 11 năm 2001 | Tengku Amir Shah, Raja Muda (con trưởng)                 |
| Terengganu      | Sultan                | quyền con nam trưởng | Sultan Mizan Zainal Abidin | 22/1/1962  | 63 tuổi. | 15/5/1998                 | Tengku Muhammad Ismail, Raja Muda (con trưởng)           |

## Danh sách phu nhân
| Tiểu quốc       | Quân chủ              | Quân hậu                         | Tước hiệu                                | Thời gian             |
| --------------- | --------------------- | -------------------------------- | ---------------------------------------- | --------------------- |
| Malaysia        | Yang di-Pertuan Agong | Sultanah Haminah                 | Raja Permaisuri Agong                    | 13/12/2011 – nay      |
| Johor           | Sultan                | Raja Zarith Sofia                | không                                    | 22/1/2010 – nay       |
| Kedah           | Sultan                | Sultanah Haminah                 | Che Puan                                 | 1975 – 9/1/2004       |
| Kedah           | Sultan                | Sultanah Haminah                 | Sultanah                                 | 9/1/2004 – nay        |
| Kelantan        | Sultan                | không (hiện tại Sultan đã ly dị) | – trước đó được gọi là Raja Perempuan    | –                     |
| Negeri Sembilan | Yamtuan Besar         | Tuanku Aishah Rohani             | Tuanku Ampuan Besar                      | 29/12/2008 – nay      |
| Pahang          | Sultan                | Kalsom                           | Cik Puan                                 | 14/3/1991 – 30/9/1992 |
| Pahang          | Sultan                | Kalsom                           | Sultanah                                 | 30/9/1992 – nay       |
| Perak           | Sultan                | Tuanku Zara Salim                | Raja Permaisuri                          | 28/5/2014 – nay       |
| Perlis          | Raja                  | Tengku Fauziah                   | Raja Perempuan                           | 14/7/2000 – nay       |
| Selangor        | Sultan                | không (hiện tại Sultan đã ly dị) | – trước đó được gọi là Tengku Permaisuri | –                     |
| Terengganu      | Sultan                | Tuanku Nur Zahirah               | Permaisuri                               | 19/7/1998 – 5/6/2006  |
| Terengganu      | Sultan                | Tuanku Nur Zahirah               | Sultanah                                 | 5/6/2006 – nay        |

1. ↑  trước đó được gọi là Sultanah

## Thủ đô tiểu quốc
| Tiểu quốc       | Thủ đô Hoàng gia        | Thủ phủ tiểu quốc | Tước vị                               |
| --------------- | ----------------------- | ----------------- | ------------------------------------- |
| Johor           | Muar (Bandar Maharani)  | Johor Bahru       | Sultan                                |
| Kedah           | Alor Setar (Anak Bukit) | Alor Setar        | Sultan                                |
| Kelantan        | Kota Bharu              | Kota Bharu        | Sultan                                |
| Negeri Sembilan | Seri Menanti            | Seremban          | Yamtuan Besar (Yang di-Pertuan Besar) |
| Pahang          | Pekan                   | Kuantan           | Sultan                                |
| Perak           | Kuala Kangsar           | Ipoh              | Sultan                                |
| Perlis          | Arau                    | Kangar            | Raja                                  |
| Selangor        | Klang                   | Shah Alam         | Sultan                                |
| Terengganu      | Kuala Terengganu        | Kuala Terengganu  | Sultan                                |